# Hadena nevadensis
Hadena nevadensis là một loài bướm đêm trong họ Noctuidae.